# Karl Friedrich von Elsner
Karl Friedrich von Elsner (* 16. November 1739 in Wohlau, Fürstentum Wohlau; † 26. Mai 1808 in Berlin) war ein preußischer Generalleutnant und Chef des Regiments Gensdarmes.

## Leben

### Herkunft
Die Familie soll 1693 den böhmischen Freiherrenstand erhalten haben. Er war der Sohn von Hans Joachim von Elsner (1707–1763) und dessen Ehefrau Magdalene Dorothea, geborene Kämmerer (1715–1759). Sein Vater war Herr auf Loischwitz und Michelsdorf sowie Amtsrat von Wohlau. Der Generalmajor Ferdinand Friedrich Joachim von Elsner (1747–1806) war sein Bruder. Ein weiterer Bruder wurde Steuerrat.

### Militärkarriere
Elsner kam im Jahr 1754 als Junker in das Husarenregiment „von Szekely“. Während des Siebenjährigen Krieges kämpfte er in den Schlachten von Lobositz, Kolin, Roßbach, Kunersdorf, Torgau und Freiberg. Ferner nahm er an dem Streifzug nach Gotha und dem Gefecht von Strehlen teil. Für die Schlacht bei Freiberg erhielt er den Orden Pour le Mérite. In der Zeit wurde er am 28. März 1758 Kornett, am 17. Januar 1761 Leutnant und Adjutant des Generals Seydlitz. Am 28. März 1763 wurde Elsner Stabsrittmeister im Kürassierregiment „Bredow“.
Am 1. April 1764 wurde er Rittmeister und Kompaniechef. Es dauerte dann bis zum 22. Januar 1778, bis er die Beförderung zum Major erhielt. Als solcher nahm Elsner 1778/79 am Bayerischen Erbfolgekrieg teil. Am 28. Mai 1787 wurde er zum Oberstleutnant befördert. Am 22. Juni 1788 wurde er als Kommandeur in das Kürassierregiment „von Dalwig“ versetzt und dort am 30. März 1789 Oberst. Als solcher wurde er am 14. April 1791 als Führer des Grenzkordons nach Schlesien eingesetzt. Am 5. November 1793 wurde er zum Chef des Regiments Gensdarmes ernannt. Dazu wurde er am 26. November 1793 zum Inspekteur der märkischen Kavallerie ernannt. Am 5. Januar 1794 erhielt er die Ernennung zum Generalmajor. Am 26. Februar 1794 übernahm er die Stelle des Generalinspekteurs der Magdeburger Kavallerie-Inspektion des Herzogs Karl August von Weimar. Aber am 24. April 1794 wurde er noch in das Truppenkorps für Südpolen versetzt. Im Feldzug von 1794/95 in Polen war er am 15. Juni 1794 bei der Besetzung von Krakau und dann in der Schlacht bei Rawka. Am 2. November 1794 übernahm er das Korps des Generals Schwerin.
Am 24. September 1795 erhielt er vom König die Genehmigung, das Abbild des Schlosses von Krakau in seinem Wappen zu führen. Am 21. August 1798 gab er die Magdeburger Kavallerie-Inspektion an den Herzog Karl August von Weimar zurück. Am 20. Mai 1800 wurde er noch zum Generalleutnant mit Patent vom 22. Mai 1800 ernannt. Noch am 2. Oktober 1800 wurde er zum Generalinspekteur der pommerischen Kavallerie-Inspektion ad interim ernannt, dazu erhielt er eine Zulage von 500 Talern und die Amtshauptmannschaft von Zehden. Am 28. August 1806 erhielt er seine Demission mit einer Pension von 2000 Talern und dazu den Schwarzen Adlerorden. Außerdem erhielt er am 1. September 1806 die Erlaubnis zum Tragen der Uniform.
Er starb am 26. Mai 1808 in Berlin und wurde am 29. August 1808 auf dem Friedhof am Oranienburger Tor beigesetzt.

### Familie
Er heiratete am 8. Januar 1772 Sophie Dorothea Agathe Brion de Lux (1754–1777). Das Paar hatte folgende Kinder:
- Karl Wilhelm Philipp Johann (1772–1775)
- Ernst Franz Ludwig Friedrich (1774–1831), Rittmeister a. D., Herr auf Nieder-Glauche ⚭ Christiane Ernestine Charlotte Arndt von Aertenreich (1787–1858)